# Horácké divadlo Jihlava
Horácké divadlo Jihlava je stálou profesionální činoherní scénou Kraje Vysočina. Divadlo má více než osmdesátiletou tradici a od roku 1995 sídlí ve zcela nové budově na rohu ulic Komenského a Divadelní v Jihlavě. Jedná se tak o první kamenné divadlo, které bylo na území státu postaveno po více než 100 letech.
Po dobu výstavby divadla byl umělecký soubor "odeslán na psychiatrii". Dočasné působiště celého divadla bylo převedeno do divadla "Psychiatrické léčebny Na Kopečku". 
Umělecký soubor má v současné době 21 členů a každoročně uvede v průměru 10 premiér na Velké a Malé scéně. Od roku 2023 také uvádí nové tituly v Divadelním klubu. 

## Historie
Historie německého divadla v Jihlavě sahá až do roku 1740, kdy je doloženo pořádání opery, v roce 1792 působilo divadlo v bývalém špitálním kostelíku sv. Alžběty na ulici Komenského 29. V roce 1840 bylo v Jihlavě odehráno první představení v češtině, bylo jím představení "Čech a Němec" od Jana Nepomuka Štěpánka. Hru odehrála skupina M. Saydlerové v sále domu U tří knížat. O devět let později varšavský rodák Johan Okonski zakoupil zchátralou budovu někdejšího kapucínského kláštera s kostelem sv. Františka, kterou přestavěl na divadlo. To v roce 1865 zakoupilo za 14 000 zlatých město. 6. listopadu 1866 navštívil divadelní představení v jihlavském Městském divadle císař František Josef I.
Koncem roku 1939 se uskutečnily první porady skupiny nadšenců, které pak v následujících měsících pokračovaly v Jihlavě, Německém (dnes Havlíčkově) Brodě a Velkém Meziříčí a byly prvním impulsem ke vzniku české divadelní scény na Vysočině. O rok později, 18. října 1940 byla zahájena činnost Horáckého Divadla představením Vrchlického hry "Soud lásky" v třebíčském Národním domě. Během druhé světové války divadlo působilo až do roku 1944, kdy bylo německými úřady uzavřeno. V květnu 1945 se Horácké divadlo po vystupování v divadelních sálech měst Vysočiny natrvalo stěhuje do budovy Městského divadla v Jihlavě, která v letech 1989-1995 prošla zásadní rekonstrukcí a dostavbou.
Od roku 2003 divadlo patří pod správu Kraje Vysočina, v roce 2015 se stal novým ředitelem divadle Ondrej Remiáš, který se dříve zabýval divadelním marketingem v Divadle Pôtoň, mezi lety 2004 a 2013 byl tajemníkem Rady pro neprofesionální divadlo na Slovensku.
V letech 2018 až 2022 byl uměleckých šéfem a interním režisérem Michal Skočovský. Pod jeho vedením se Horácké divadlo dostalo do nominace Ceny divadelní kritiky v kategorii Divadlo Roku 2020.  
Od roku 2022 je uměleckým šéfem HD_J Michal Zetel. Od 1. ledna 2024 má Horácké divadlo Jihlava druhý soubor. Soubor HD_Jéé se věnuje tvorbě pro děti a mladé publiku.  
V roce 2020 získal herec HD_J Michal Kraus užší nominaci na Cenu Thálie v kategorii Alternativní divadlo za roli Werthera v inscenaci Utrpení mladého Werthera (režie Jakub Čermák, premiéra 27. září 2019, Malá scéna).  
V roce 2023 získala herečka HD_J Lenka Schreiberová užší nominaci na Cenu Thálie v kategorii ženský výkon - činohra za roli Anny v inscenaci Šepoty a výkřiky (režie Jakub Čermák, premiéra 10. prosince 2022, Velká scéna).   

## Budova divadla
V říjnu 1989 začala rozsáhlá rekonstrukce a dostavba divadla, které přesunulo činnost do náhradních prostor v divadle Na Kopečku. V roce 1992, 6. března byl položen základní kámen nového komplexu divadelních budov, který byl navržen skupinou architektů, mezi nimiž byli například Václav Králíček, Vladimír Krátký, Tomáš Brix, Miroslav Melena a Jan Vančura. Budova byla dokončena v roce 1995 a 20. října tohoto roku byl slavnostně zahájen provoz nových budov divadla. 7. března 1996 divadlo navštívil tehdejší prezident České republiky Václav Havel.
Celkové náklady na výstavbu divadla dosáhly částky 141 milionů Kč. Nachází se zde velká (315 míst) a malá scéna (80 míst), Divadelní kavárna, Divadelní klub a multifunkční prostor Zkušebna, v němž se mj. konají kurzy divadelní a pohybové výchovy.